# Louis Dutilh de La Tuque
Louis Dutilh de La Tuque est un homme politique français né le 10 novembre 1794 à Nérac (Lot-et-Garonne) et décédé le 10 novembre 1869 à Nérac.
Avocat, maire de Lisse, il est député de Lot-et-Garonne de 1842 à 1848, siégeant dans la majorité conservatrice soutenant la Monarchie de Juillet.

## Sources
- « Louis Dutilh de La Tuque », dans Adolphe Robert et Gaston Cougny, Dictionnaire des parlementaires français, Edgar Bourloton, 1889-1891 [détail de l’édition]